# Бабанин, Иван Акимович
Иван Акимович Бабанин (1923—1994) — капитан Рабоче-крестьянской Красной Армии, участник Великой Отечественной войны, Герой Советского Союза (1945).

## Биография
Иван Бабанин родился 10 июня 1923 года на хуторе Осиновый (ныне — Медвенского района Курской области) в крестьянской семье. После окончания начальной школы работал комбайнёром на машинно-тракторной станции. В июле 1941 года был призван на службу в Рабоче-крестьянскую Красную Армию. С июля 1942 года — на фронтах Великой Отечественной войны. В 1944 году Бабанин окончил артиллерийское училище в Днепропетровске. К декабрю 1944 года гвардии старший лейтенант Бабанин командовал стрелковым взводом 305-го гвардейского стрелкового полка 108-й гвардейской стрелковой дивизии 46-й армии 2-го Украинского фронта. Отличился во время освобождения Венгрии.
В ночь на 5 декабря 1944 года взвод под командованием Бабанина в числе первых в батальоне форсировал Дунай в районе города Эрчи к югу от Будапешта, закрепился на другом берегу и оборонял плацдарм, что обеспечило успешную переправу других подразделений советских войск.
Указом Президиума Верховного Совета СССР от 24 марта 1945 года Иван Бабанин был удостоен высокого звания Героя Советского Союза с вручением ордена Ленина и медали «Золотая Звезда».
В 1945 году в звании капитана Бабанин был уволен в запас. Работал председателем колхоза в родном селе, затем жил в Курске, работал помощником начальника военизированной охраны на одном из заводов. В 1950 году вступил в ВКП(б). Умер 25 декабря 1994 года. Похоронен на мемориале павших в годы Великой Отечественной войны в Курске.
Был также награждён орденами Отечественной войны 1-й степени, Красной Звезды, рядом медалей.